# Stiphodon semoni
Stiphodon semoni es una especie de pez de la familia de los Gobiidae en el orden de los Perciformes.

## Morfología
Los machos pueden llegar a alcanzar los 4,6 cm de longitud total.

## Distribución geográfica
Se encuentran en Indonesia, Filipinas, Nueva Guinea, las Islas Salomón y Nueva Caledonia.

## Observaciones
Es inofensivo para los humanos.